# 羅迎箢
羅迎箢（2002年3月9日—），馬來西亞女子羽毛球運動員。

## 簡歷
2021年5月，羅迎箢與蕭紫萱合作出戰斯洛文尼亞羽毛球國際賽的女子雙打項目，他們在決賽中以2比1（21比11、21比15）擊敗了賽會3號種子兼丹麥的伊莎贝拉·尼尔森/玛丽·路易丝·斯蒂芬森組合，奪得他們在國際賽上的首座冠軍。
2021年8月，羅迎箢與蕭紫萱以及Muhammad Nurfirdaus Azman分別出戰拉脫維亞羽毛球國際賽的女雙和混雙項目。在女雙決賽中，他們以2比0（21比7、21比17）戰勝意大利組合Martina Corsini/Judith Mair。在混雙決賽中，他與Muhammad Nurfirdaus Azman則以0比2（20比22、15比21）不敵隊友蕭紫萱/葉睿慶，獲得一冠一亞。
2024年9月，羅迎箢退出馬來西亞國家羽毛球隊。

## 主要比賽成績
只列出曾進入準決賽的國際賽事成績：
| 年份   | 賽事                    | 公開賽級別 | 項目     | 搭檔                      | 成績   |
| ------ | ----------------------- | ---------- | -------- | ------------------------- | ------ |
| 2021年 | 斯洛文尼亞羽毛球國際賽  | 國際系列賽 | 女子雙打 | 蕭紫萱                    | 冠軍   |
| 2021年 | 拉脫維亞羽毛球國際賽    | 未來系列賽 | 女子雙打 | 蕭紫萱                    | 冠軍   |
| 2021年 | 拉脫維亞羽毛球國際賽    | 未來系列賽 | 混合雙打 | Muhammad Nurfirdaus Azman | 亞軍   |
| 2021年 | 希臘羽毛球國際賽        | 未來系列賽 | 女子雙打 | 蕭紫萱                    | 冠軍   |
| 2021年 | 哈爾科夫羽毛球國際賽    | 國際系列賽 | 女子雙打 | 蕭紫萱                    | 準決賽 |
| 2022年 | 賽義德·莫迪羽毛球國際賽 | 超級300賽  | 女子雙打 | 蕭紫萱                    | 準決賽 |
| 2022年 | 亞洲羽毛球團體錦標賽    | 其他       | 女子團體 | －                        | 季軍   |
| 2023年 | 東南亞運動會羽毛球比賽  | 其他       | 女子雙打 | 李欣潔                    | 銅牌   |

| 2007-2017年 | 首要超級賽 | 超級賽 | 黃金大獎賽 | 大獎賽 | 國際挑戰賽 | 國際系列賽 | 未來系列賽 | 其他 |

| 2018-2026年 | 總決賽 | 超級1000賽 | 超級750賽 | 超級500賽 | 超級300賽 | 超級100賽 | 國際挑戰賽 | 國際系列賽 | 未來系列賽 | 其他 |

### 奧運會和世錦賽參賽紀錄
|          | 搭檔   | 2022 |
| -------- | ------ | ---- |
| 女子雙打 | 蕭紫萱 | 64強 |

## 外部連結
羅迎箢的Instagram帳戶